# 보도 섀퍼

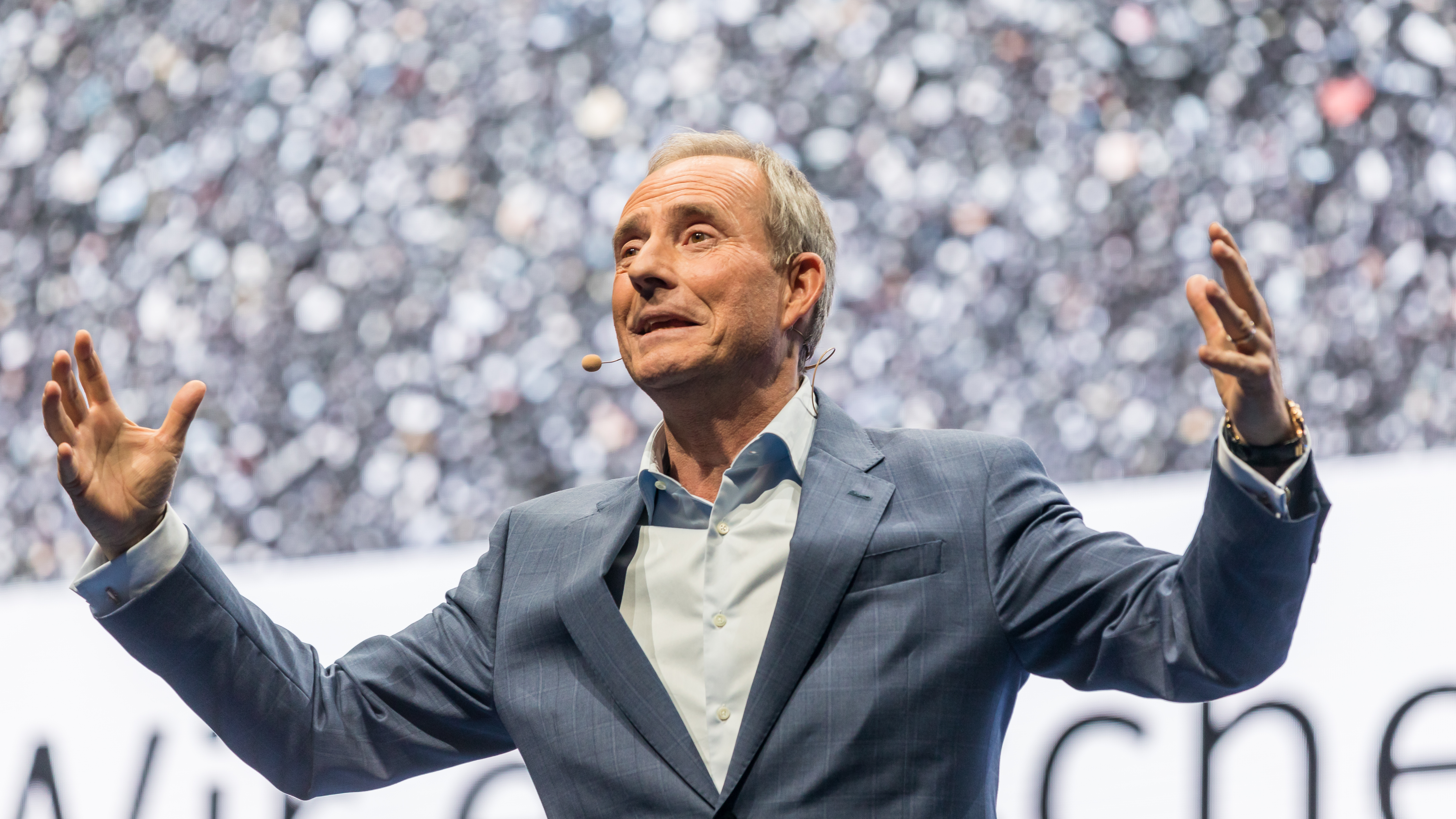

보도 섀퍼(Bodo Schäfer, 1960년 9월 10일~ )는 독일의 경제 문학가이다. 어릴 때 미국으로 건너가 생활한 경험을 바탕으로 베스트셀러《열두 살에 부자가 된 키라》를 썼고, 그 시리즈로 <열두살에 마음 부자가 된 키라>를썼다. 또, 속편으로 《열세 살 키라》를 썼다. 그는 <돈> (원제:경제적 자유로 가는 길)이라는 성인 경제 책을 썼다